# Kimbap
Kimbap eller Gimbap er en kendt koreansk ret, lavet af kogt ris og forskellige strimler grøntsager/ingredienser der rulles sammen, og dækkes af et tyndt lag tang (gim). 
Retten bliver skåret ud i små runde stykker og serveres gerne med kimchi eller soja. I stedet for fisk og rejer som man normalt ville få i en japansk sushi-restaurant, bruger koreanerne ingredienser som oksekød, bulgogi, pølser, æg, spinat, agurk og gulerødder. 
Kimbap blev egentlig inspireret af den japanske ret maki (1909-1945) da Korea var en japansk koloni, her valgte de anderledes ingredienser til retten der passede til deres egen smag. 